# Голицын, Пётр Михайлович
Князь Пётр Миха́йлович Голи́цын (15 декабря 1738 — 11 ноября 1775) — генерал-поручик из рода Голицыных, один из руководителей подавления Пугачёвского восстания. Убит на дуэли при не до конца выясненных обстоятельствах.

## Биография

### Ранние годы

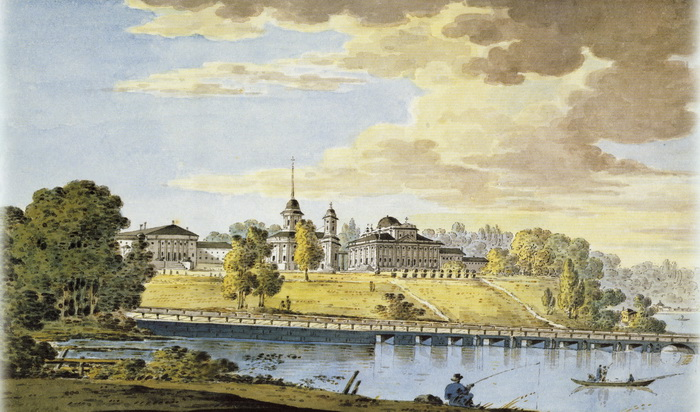
Усадьба Голицына Пехра-Яковлевское. (около 1810)

Младший сын генерал-адмирала Михаила Михайловича (1684—1764) и Татьяны Кирилловны, урождённой Нарышкиной (1702—1757). Унаследовал от родителей подмосковное село Пехра-Яковлевское.
Участник Семилетней войны, отличился в ряде сражений, участвовал во взятии Берлина. В конце 1761 Голицын был переведён из действующей армии в столичный гарнизон и 8 января 1762 назначен флигель-адъютантом к императору Петру III, однако при дворцовом перевороте присоединился к сторонникам Екатерины II.
В 1768—1769 участвовал в войне с Турцией, где отличился при взятии Хотина. В 1769—1770 — полковник, затем — бригадир, командир Санкт-Петербургского карабинерного полка в Польском корпусе генерал-поручика Веймарна. С 12 марта 1770 года — четвёртый по списку кавалер ордена св. Георгия III-й степени. С 4 декабря 1770 года — генерал-майор, командир пехотной бригады в Польском корпусе — с оставлением за ним командования Невским пехотным полком этой бригады и звания бригадира этого полка.

### Борьба с Пугачёвым
29 ноября 1773 по указу Военной коллегии он вместе с генерал-майором П. Д. Мансуровым был прикомандирован к генерал-аншефу А. И. Бибикову, назначенному командующим войсками, направляемым на подавление Пугачёвского восстания. По приезде в Казань Голицын возглавил корпус, направленный к осаждённому Пугачёвым Оренбургу по Ново-Московской дороге. 10 марта 1774 года Голицын вступил в Сорочинскую крепость, где присоединил к себе бригаду генерала Мансурова, подошедшую по Старо-Московской дороге от Самары после ряда боёв с отрядами атамана Арапова.
В битве у Татищевой крепости 22 марта 1774 соединённые корпуса под командованием Голицына нанесли тяжёлое поражение армии восставших. Оставив бригаду Мансурова для перекрытия возможного отступления основных сил Пугачёва к Яицкому городку, Голицын направился к Оренбургу и вошёл в него 29 марта. Встретив правительственные войска у Переволоцкой крепости, Пугачёв вынужден был развернуться и 1 апреля в бою у Сакмарского городка восставшие вновь потерпели тяжёлое поражение, после которого Пугачёв перешёл за излучину реки Белой, к южноуральским заводам.
9 апреля умер А. И. Бибиков. Командующим всеми силами, направленными на подавление восстания по старшинству был назначен генерал-лейтенант Ф. Ф. Щербатов. Считая себя обойдённым, Голицын с основными силами корпуса, почти на три месяца задержался в Оренбурге, что дало восставшим необходимую передышку для сбора рассеянных отрядов и пополнения вооружения.
В начале июля Голицын выступил из Оренбурга к Уфе, а оттуда к Казани. К этому моменту Пугачёв, разбитый у Казани Михельсоном, взял Саранск и Пензу, по всему Поволжью вспыхнули крестьянские мятежи, в Москве всерьёз опасались прихода самозванца. Новым командующим был назначен генерал-аншеф П. И. Панин. Бригада Голицына участвует в подавлении многочисленных крестьянских мятежей в Поволжье.

### Дуэль
После подавления восстания в 1775 году Голицын был произведён в генерал-поручики и награждён орденом Св. Александра Невского. 11 ноября того же года был убит в Москве на дуэли при не выясненных до конца обстоятельствах.
Приподнято-романтическое надгробие Голицына в Малом соборе (скульпторы Я. И. Земельгак, Ф. И. Шубин) считается лучшим в Донском монастыре. На нём выведена загадочная эпитафия: «Благополучие человека не состоит ни в животе, ни в смерти, но в том, чтоб жить и умереть со славою».
Никаких официальных сообщений о причинах и обстоятельствах гибели Голицына сделано не было. По первоначальной неофициальной версии событий князь был убит своим бывшим сослуживцем — отставным секунд-майором Новгородского карабинерного полка Ф. С. Лавровым, из-за ссоры с бригадиром П. А. Шепелевым. Впоследствии также бытовала версия, что убил Голицына сам Шепелев, но из-за его близости к Потёмкину всю вину возложили на майора.
Вот как звучит эта запутанная история в пересказе А. С. Пушкина:
Князь Голицын, нанёсший первый удар Пугачёву, был молодой человек и красавец. Императрица заметила его в Москве на бале (в 1775) и сказала: как он хорош! настоящая куколка. Это слово его погубило. Шепелев (впоследствии женатый на одной из племянниц Потёмкина) вызвал Голицына на поединок и заколол его, сказывают, «изменнически». Молва обвиняла Потёмкина.

Согласно дневниковой записи современника событий — французского дипломата Мари де Корберона, сделанной накануне похорон незадачливого дуэлянта:
Несколько времени тому назад, кн. Голицын побил палкой, в строю, одного офицера Шепелева. Тогда этот господин смолчал, но через несколько месяцев вышел из полка, в котором служил, и приехал в Москву к кн. Голицыну требовать от него удовлетворения, причём дал ему пощёчину. Князь вытолкал его вон, на том дело и остановилось. Все удивлялись, почему князь в свою очередь не требует удовлетворения, но он говорит, что не может драться с субалтерн-офицером. По этому поводу состоялся суд, приговоривший Шепелева к удалению от двора, а Голицына – к выходу в отставку. Последний стал распространять слухи, что потребует отчёта от Лаврова, который будто бы подстрекал Шепелева на драку. Лавров явился к нему за объяснением, а князь отвечал так невежливо, что получил вызов на дуэль, которая должна была быть на пистолетах. Перед дуэлью, во время заряжания, почему-то тянувшегося очень долго, Лавров стал оправдываться и отрицать обвинения кн. Голицина, а последний, взбешённый медленностью процедуры, не вытерпел и бросился на Лаврова с обнажённой шпагой, но, не успев нанести удара, сам был дважды ранен, после чего и умер через некоторое время.
Согласно современной научной версии событий Голицын подозревал именно Шепелева в том, что последний настроил Лаврова искать сатисфакции за давнюю обиду, а в ходе объяснения, не дав Шепелеву оправдаться, вызвал его на дуэль. Во время самой дуэли Голицын, как и описано у Корберона, бросился на Шепелева со шпагой, но был убит. Шепелев, не понёсший никакого наказания, но — получивший немедленно годичный отпуск, — возможно, тоже был ранен. На блестящей карьере Шепелева в екатерининские времена этот эпизод никак не сказался. Исследователи приходят к выводу, что Екатерина II запретила предавать подробности дуэли огласке щадя репутацию рода Голицыных.

## Семья

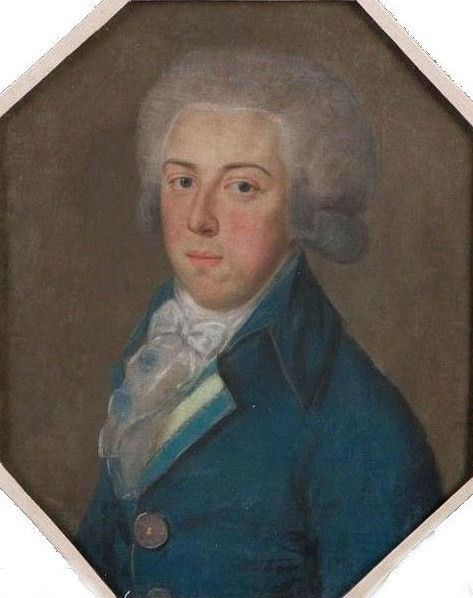
Михаил Петрович Голицын

Пётр Михайлович был женат с 28 июля 1763 года на княжне Екатерине Александровне Долгоруковой (1745—1770). В браке родились:
- Михаил Петрович (30.08.1764— 06.06.1848[15]), тайный советник, шталмейстер, действительный камергер и библиоман, владелец и устроитель подмосковной  усадьбы Пехра-Яковлевское.

На месте же его городской московской усадьбы  ныне разбит сад им. Баумана. Его библиотека была распродана в Париже, умер от холеры в бедности, будучи на попечении двоюродного брата С. М. Голицына. Женат на Анне Ивановне Козловой, скончалась в родах. Единственный сын, Николай, умер через несколько дней после рождения и похоронен, вместе с матерью, в Москве, в Донском монастыре.
- Екатерина Петровна (08.02.1766—14.04.1767).

Незадолго до своей смерти на дуэли, овдовевший ещё в 1770 году Пётр Михайлович Голицын вторично обручился в сентябре 1775 года  с фрейлиной княжной Анной Михайловной Волконской (1749—1824), дочерью московского градоначальника князя М. Н. Волконского. Церемония обручения была при дворе в присутствии императрицы. В 1780 году княжна Волконская вышла замуж за князя А. А. Прозоровского.